# Múlar (bergskedja)
Múlar är en bergskedja i republiken Island. Den ligger i regionen Suðurland, 140 km öster om huvudstaden Reykjavík.